# 洛马德乌希耶萨
洛马德乌希耶萨，是西班牙卡斯蒂利亚-莱昂帕伦西亚省的一个市镇。 总面积71平方公里，总人口308人（2001年），人口密度4人/平方公里。